# Michail Lavrovskij
Michail Leonidovič Lavrovskij (in russo: Михаил Леонидович Лавровский; Tbilisi, 29 ottobre 1941) è un ex ballerino, coreografo, direttore artistico e maestro di balletto sovietico e russo.

## Biografia
Michail Lavrovskij nacque a Tbilisi nel 1941, figlio della ballerina Elena Georgievna Čikvaidze e dell'ex étoile Leonid Michajlovič Lavrovskij, che l'anno precedente aveva coreografato la prima del Romeo e Giulietta di Sergej Prokof'ev. Studiò danza all'Accademia statale di coreografia di Mosca e nel 1961, subito dopo il diploma, fu scritturato dal Balletto Bol'šoj, che il padre dirigeva dal 1944. Nel 1965 vinse il primo premio al concorso internazionale di balletto di Varna.
Lavrovskij si fece rapidamente apprezzare come un ballerino di talento, tanto da essere rapidamente promosso al rango di primo ballerino. Durante i suoi ventisette anni con il Bol'šoj, danzò in molti dei grandi ruoli del repertorio maschile, tra cui quelli di Philippe ne Le fiamme di Parigi (Vajnonen), del Principe nella Cenerentola (Zakarov), Albrecht in Giselle (Petipa), l'Uccello azzurro ne La bella addormentata (Grigorovič), Basilio in Don Chisciotte (Gorskij), Romeo in Romeo e Giulietta (Lavrovsky), Ivan in Ivano il Terribile (Grigorovič), il Principe ne Lo schiaccianoci (Grigorovič) e Siegried ne Il lago dei cigni (Gorsky). 
Particolarmente acclamata fu la sua interpretazione come protagonista dello Spartak di Grigorovič, per cui vinse il Premio Lenin all'età di 29 anni nel 1970. Nel corso della sua carriera come étoile del Bol'šoj danzò come partner di alcune delle più acclamate ballerine della compagnia moscovita, formando una partnership particolarmente acclamata con Natalija Bessmertnova. Nel 1973 fu proclamato artista del popolo della RSFSR, nel 1976 artista del popolo dell'Unione Sovietica e nel 1977 ottenne il Premio di Stato dell'Unione Sovietica. Parallelamente alla sua attività al Bol'šoj, dal 1977 cominciò a danzare nella sua città natale come étoile e coreografo ospite del Balletto di Tblisi, che diresse brevemente tra il 1983 al 1985. Intanto, nel 1980, aveva conseguito il diploma da Maître de Ballet presso l'Università russa di arti teatrali.
Diede il suo addio alle scene nel 1988. Dal 1987 è répétiteur con il Bol'šoj e in questa veste ha contribuito a formare una nuova generazione di ballerini del calibro di Vladislav Lantratov, Michail Lobuchin e Carlos Acosta, a cui insegnò il ruolo di Spatak. Dal 2010 inoltre dirige l'Università russa di arti teatrali.